# Джордж Тернер
Джордж Реджинальд Тернер (англ. George Reginald Turner, |dʒɔːdʒ ˈredʒɪnl̩d ˈtɜːnə|; 15 жовтня 1916, Мельбурн, Австралія — 8 червня 1997, Балларат, Австралія) — австралійський письменник, критик. Його перший науково-фантастичний роман «Коханий син» з'явився у 1978 році, коли він мав 62 роки. Однак, до цього моменту він був уже знаним письменником і літературним критиком, і був нагороджений премією Майлз Франклін за книгу «Шафа під сходами». В пізнішій частині його кар'єри відомий своїми науково-фантастичними романами після публікації його п'яти (головних) романів 1959—1967 років. У 1988 році він здобув премію Артура Кларка за роман «Море та літо».

## Нагороди
- 1962 — Премія Майлза Франкліна[en] за роман «Шафа під сходами» (1962).
- 1979 — премія «Дитмар»[en] за роман «Коханий син» (1978).
- 1988 — Премія Артура Кларка за роман «Море і літо» (1987).
- 1988 — Премія фонду Співдружності[en] за роман «Море і літо» (1987).

## Вибрані твори
- Young Man of Talent (1959)
- A Stranger and Afraid (1961)
- «Шафа під сходами» / The Cupboard Under the Stairs (1962)
- A Waste of Shame (1965)
- The Lame Dog Man (1967)
- «Улюблений Син» / Beloved Son (1978)
- Transit of Cassidy (1978)
- Vaneglory (1981)
- Yesterday's Men (1983)
- In the Heart or in the Head: An Essay in Time Travel (1984) — автобіографія
- «Море та літо» / The Sea and Summer (1987)
- A Pursuit of Miracles (1990) — збірка оповідань
- Brain Child (1991)
- The Destiny Makers (1993)
- Genetic Soldier (1994)
- Down There in Darkness (1999)